# Hurtan Grand Albaycín
Der Hurtan Grand Albaycín ist ein Roadster des spanischen Automobilherstellers Hurtan auf Basis des Mazda MX-5 ND.

## Geschichte
Vorgestellt wurde das im Stil der 1930er-Jahre gestaltete Fahrzeug im Januar 2021. Zunächst wird es in einer auf 30 Exemplare limitierten Sonderversion gebaut, die von den Käufern individuell gestaltet werden kann. Optisch kann die Baureihe in der klassischen Heritage- oder der sportlichen Bespoke-Variante bestellt werden. Benannt ist das Modell nach dem ältesten Stadtteil Granadas Albaicín. Erhältlich ist es in Europa und den Vereinigten Arabischen Emiraten.

## Technik
Technisch basiert der Grand Albaycín auf der vierten Generation des Mazda MX-5. So ist er wie dieser als Roadster mit Stoffverdeck und als Targa mit Hardtop erhältlich. Außerdem stehen sowohl der 97 kW (132 PS) starke 1,5-Liter-Ottomotor als auch der 135 kW (184 PS) 2,0-Liter-Ottomotor zur Verfügung. Wartung und Garantie wird nicht von Hurtan, sondern direkt von Mazda übernommen. Da der Grand Albaycín neu homologiert wurde, wird er in Zulassungsstatistiken nicht als Mazda gelistet.

### Technische Daten
|                                             | 1.5                      | 2.0                                       |
| Bauzeitraum                                 | seit 2021                | seit 2021                                 |
| Motorkenndaten                              |                          |                                           |
| Motortyp                                    | R4-Ottomotor             | R4-Ottomotor                              |
| Anzahl Ventile pro Zylinder                 | 4                        | 4                                         |
| Ventilsteuerung                             | DOHC                     | DOHC                                      |
| Gemischaufbereitung                         | Benzindirekteinspritzung | Benzindirekteinspritzung                  |
| Motoraufladung                              | —                        | —                                         |
| Bohrung × Hub                               | 74,5 × 85,8 mm           | 83,5 × 91,2 mm                            |
| Hubraum                                     | 1496 cm³                 | 1998 cm³                                  |
| max. Leistung bei min−1                     | 97 kW (132 PS) /7000     | 135 kW (184 PS) /7000                     |
| max. Drehmoment bei min−1                   | 152 Nm/4500              | 205 Nm/4000                               |
| Kraftübertragung                            |                          |                                           |
| Antrieb                                     | Hinterradantrieb         | Hinterradantrieb                          |
| Getriebe, serienmäßig                       | 6-Gang-Schaltgetriebe    | 6-Gang-Schaltgetriebe                     |
| Getriebe, optional                          | —                        | nur für Targa: 6-Stufen-Automatikgetriebe |
| Messwerte                                   |                          |                                           |
| Höchstgeschwindigkeit                       | 204 km/h                 | 219 km/h                                  |
| Beschleunigung, 0–100 km/h                  | 8,3 s                    | 6,8 s                                     |
| Kraftstoffverbrauch auf 100 km (kombiniert) | 6,3 l Super              | 6,9 l Super                               |
| Leergewicht                                 | 990 kg                   | 1070 kg                                   |